# Marcelino Olaechea
Pour les articles homonymes, voir Olaechea.
Marcelino Olaechea Loizaga, né à Barakaldo le 9 janvier 1888 et mort à Valence le 21 octobre 1972, est un religieux salésien espagnol, évêque de Pampelune durant la guerre civile et l'après-guerre (1935-1946) puis archevêque de Valence jusqu'à sa retraite en 1966.